# Pablo Dermizaky
Pablo Dermizaky Peredo (Trinidad, Bolivia; 24 de marzo de 1923 - Santa Cruz de la Sierra; 19 de marzo de 2015) fue un abogado constitucionalista, diplomático, escritor, poeta, catedrático universitario y político boliviano. Realizó un gran aporte al desarrollo del Derecho Constitucional y fue elegido primer Presidente del Tribunal Constitucional de Bolivia.

## Biografía
Nació el 24 de marzo de 1923 en la ciudad de Trinidad del departamento del Beni. Comenzó sus estudios escolares en 1929 y culminó el bachillerato en 1940 en su ciudad natal. 
En 1941 se trasladó a vivir a la ciudad de Cochabamba para continuar con sus estudios profesionales, ingresando a la carrera de derecho de la Universidad Mayor de San Simón (UMSS). Se graduó como abogado de profesión el año 1947, a sus 24 años de edad.
Durante los años 1947 y 1948, se desempeñó como secretario de la delegación boliviana en las Organización de las Naciones Unidas (ONU). Para el año 1950, fue el primer secretario de la embajada de Bolivia en Francia. En 1951, volvió nuevamente a trabajar como secretario de la delegación boliviana en la ONU. El año 1952 retorna a trabajar en la embajada boliviana en Francia.
En 1969, fue designado en el cargo de Delegado de Bolivia ante la ONU. Ese mismo año también sería nombrado como cónsul de Bolivia en la ciudad de Nueva York, Estados Unidos. Ocupó el puesto de delegado hasta 1970 y el de cónsul hasta 1971.
Desde 1979 hasta 1980, se desempeñó como embajador de Bolivia en Bélgica.
En 1983, fue magistrado del Tribunal Andino de Justicia hasta 1989. Formó parte también del tribunal de Honor del Colegio de Abogados de Cochabamba, siendo su presidente desde 1995 hasta 1997, además de ser conjuez de la entonces corte superior del distrito de Cochabamba desde 1997 hasta 1998.
En 1998, se convirtió en el primer presidente del reciente creado Tribunal Constitucional de Bolivia. Ocupó este cargo hasta el año 2002.
Se desempeñó también como docente universitario de la Universidad Mayor de San Simón (UMSS) y de la Universidad José Ballivián de Trinidad. A pesar de haber nacido en la ciudad de Trinidad, fue distinguido como ciudadano meritorio de Cochabamba.

### Fallecimiento
En 2001, ya a sus 78 años de edad, sufrió un pre-infarto del corazón, lo que lo obligó a retirarse de la vida pública, renunciando al año siguiente a su cargo de presidente del Tribunal Constitucional. 
En 2012, junto con su esposa, se trasladó a vivir a la ciudad de Santa Cruz por motivos de salud. Pero apenas había pasado 2 años, cuando su esposa fallecería el año 2014.
Falleció el 19 de marzo de 2015 en la ciudad de Santa Cruz de la Sierra a sus casi 92 años de edad. Sus restos mortales yacen en el Cementerio General de Santa Cruz.

## Publicaciones
- Derecho Constitucional (diez ediciones hasta 2011)
- Derecho Administrativo (cinco ediciones hasta 2001)
- Ciencia de la Administración (1987)
- Geopolítica y Relaciones Internacionales (1993)
- Constitución, Democracia y Derechos Humanos (1999)
- Constitución Política del Estado (Con Introducción, Notas, Comentarios y Concordancias por el Dr. Pablo Dermizaky Peredo) (dos ediciones)
- Justicia Constitucional y Estado de Derecho (dos ediciones hasta 2005)
- Derechos y Garantías Fundamentales (2006)
- Asamblea Constituyente, Autonomías, y Reformas del Estado (2006)
- Justicia Constitucional (2010)